# U1206 (潜水艦)
U-1206は、ドイツ海軍の潜水艦（Uボート）。VIIC型。
U-1206は第二次世界大戦末期の1945年4月14日に、艦内のトイレの使用法を誤ったことが引き金となり最終的に自沈に至った珍事で知られている。

## 艦歴
U-1206は1943年6月12日にダンツィヒのシーヒャウ造船所で起工、1943年12月30日に進水し1944年3月16日に初代艦長ギュンター・フリッチェ（Günther Fritze）中尉の指揮の下就役した。
就役後、U-1206は第8Uボート戦隊（8. Unterseebootsflottille）で1945年1月31日まで訓練を行った後、1945年2月1日に第11Uボート戦隊へ移籍した。訓練中の1944年7月に艦長がカール-アドルフ・シュリット（Karl-Adolf Schlitt）に交代している。それからU-1206はシュノーケルの搭載工事が行われた後に哨戒任務へ投入された。
1945年3月28日、U-1206はキール軍港を出港して北海で訓練哨戒を行い3月30日に帰投した。4月2日にはノルウェーのホルテン海軍基地を出て一日だけの哨戒を行った。初の本格的な哨戒任務は4月6日にクリスチャンサンを出港して開始された。

### 沈没
ヨーロッパの戦いが終わる24日前の1945年4月14日、U-1206 がスコットランドのピーターヘッド沖8海里の水深61メートル地点を潜航中だった際に悲劇が起こった。新型のトイレの操作法を誤ったために艦内に大量の浸水が発生したのである。
ドイツ海軍の潜水艦のトイレは連合軍のそれと異なり、汚水タンクに排泄物を貯めるのではなく直接水圧で艦外に排出する方式をとっていた。従来のトイレは水圧が低い浅深度でのみ使用可能だったが、U-1206に搭載されていた新型のトイレはより深い深度でも使用可能なものだった。
艦内で何が起こったかについては諸説ある。シュリット艦長の公式報告書によると、故障したディーゼル機関の修理を手伝うため彼が機関室にいた際に、前方区画でトイレを修理中だった技術者が失敗して漏水が発生したと報告を受けたという。別の説として、シュリット艦長は新型トイレを使用したが、流すためには複雑なバルブ操作が必要であるため訓練を受けた者のみが操作せよという規則を無視して自ら操作した結果、彼の排泄物が混ざった海水がトイレから噴出してしまったという。また別の話では、彼は操作法をきちんと教わっていたわけではなかったため規則に従って技術者を呼んだ。ところが代わって操作をした技術者は誤ったバルブを操作してしまい、トイレから大量の汚水が噴出したのだという。
浸水はトイレの真下にあったバッテリーを冠水させ、その結果有毒な塩素ガスが発生したために浮上せざるを得なくなった。浮上したU-1206は不運にもイギリス空軍の哨戒機に発見されて爆撃を受け、シュリットはU-1206を自沈させるしかなくなった。攻撃で1名が死亡し、3名が退艦後に荒れた海で溺死した。救命ボートでスコットランドの海岸にたどり着いたり、イギリス海軍のスループに救助されたシュリットら46名が捕虜となった。シュリットはU-1206の沈没位置を北緯57度24分 西経01度37分 / 北緯57.400度 西経1.617度と記録していたが、艦体は1970年代まで見つからなかった。
1970年代半ば、BPがクルーデン・ベイへのフォーティーズ油田石油パイプライン敷設のための調査を行っていた際にU-1206が発見された。U-1206は北緯57度21分 西経01度39分 / 北緯57.350度 西経1.650度の水深約70メートルに沈んでいる。スコットランドの古代遺跡と歴史的建造物に関する王立委員会が実施した調査によると、U-1206を浮上させるに至った浸水は、同じ現場に存在する既存の沈没船の残骸に接触し発生した可能性があると示唆している。
多くの文献が、この事件を誤ってU-120の出来事としている。
デア・シュピーゲルに掲載された2021年7月の記事では、元乗員の息子の話として、そもそもトイレからの漏水は嘘であったという。実際には事故は起こっておらず、U-1206の士官たちは連合軍に投降することを決め、捕虜収容所で脱走兵として扱われないようにトイレ事故の話をでっち上げたのだという。
U-1206の就役期間中に戦果はなかった。捕虜になったシュリット艦長は戦争を生き残り、2009年4月7日に90歳でこの世を去った。